# Vini
Vini là một chi chim trong họ Psittacidae.

## Các loài
- Vini australis (Gmelin, JF, 1788)
- Vini kuhlii (Vigors, 1824)
- Vini stepheni (North, 1908)
- Vini peruviana (Statius Müller, 1776)
- Vini ultramarina (Kuhl, 1820)
- †Vini sinotoi (tuyệt chủng)
- †Vini vidivici (tuyệt chủng)